# Hawaiki Insulae
Le Hawaiki Insulae sono una struttura geologica della superficie di Titano.